# Bastone da lancio

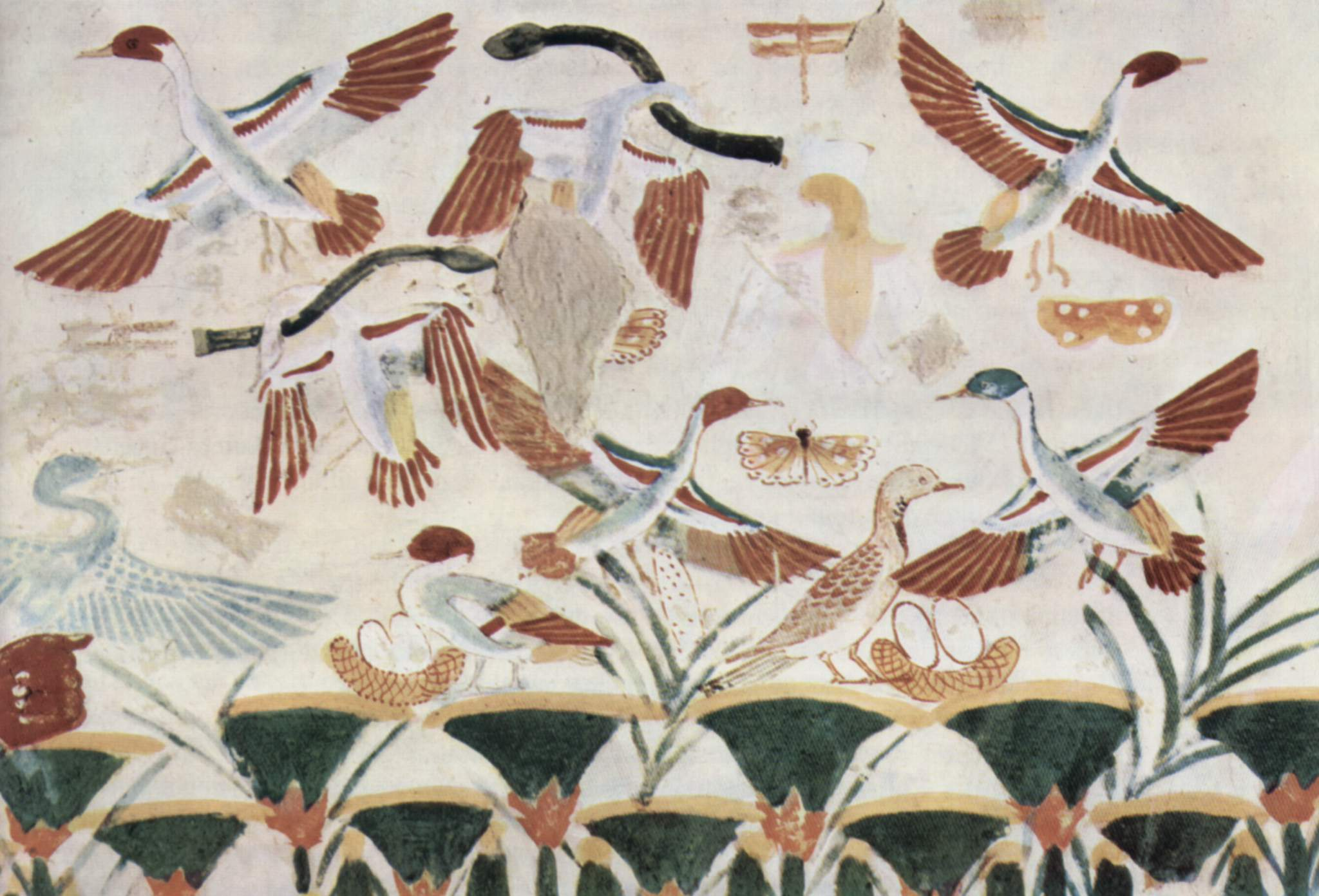
Caccia alla selvaggina di penna con bastoni da lancio (in nero) da un affresco dell'Antico Egitto.

Il bastone da lancio o mazza da lancio è un'arma bianca primitiva in legno, costituita da un astile di ridotte dimensioni dotato alle estremità di una punta di lancia o comunque di un profilo rastremato. Poteva avere profilo diritto o a forma di crescente, come il boomerang. Divenne obsoleto quando furono sviluppate la frombola e l'arco tranne che nel continente australiano, dove i nativi hanno continuato a perfezionarne il design sino all'arrivo degli Europei nel XVIII secolo. I bastoni da lancio a forma di boomerang sono progettati per volare dritti verso un bersaglio a lunghe distanze e la loro superficie agisce da profilo alare: se lanciati correttamente, non mostrano un volo curvo ma piuttosto una traiettoria rettilinea estesa sino anche a 100 metri. Il bastone da lancio poteva essere utilizzato sia per la caccia sia per la guerra, seppur la sua efficacia vari da modello a modello.

## Archeologia ed Etnologia
I rinvenimenti archeologici hanno permesso di datare all'Età della pietra lo sviluppo dei bastoni da lancio, dei quali il celebre boomerang australiano sarebbe solo il più longevo superstite. Nel seguito, le tracce archeologiche antiche e recenti sono dettagliate per regione.

### Australia

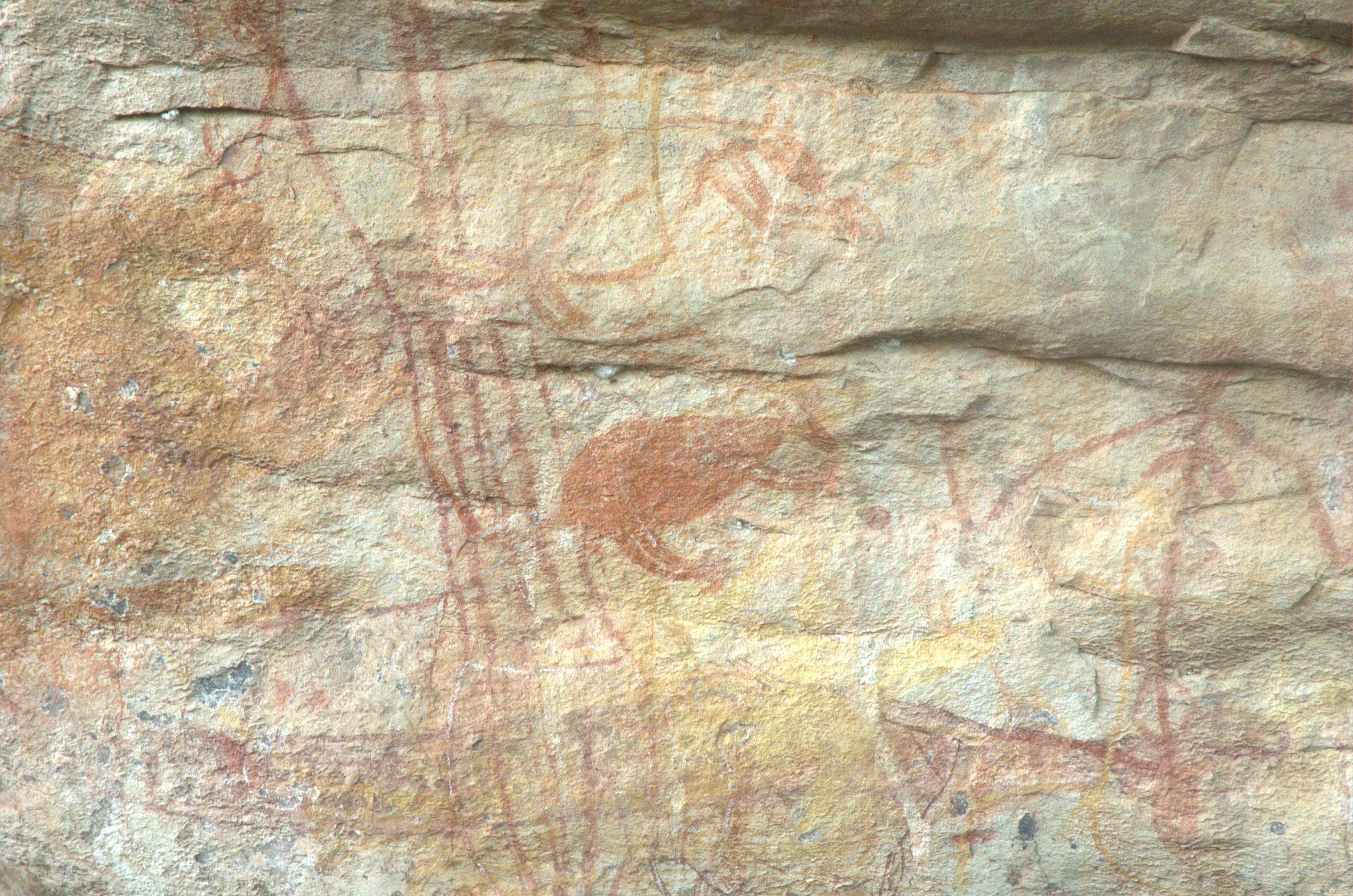
Pitture rupestri della regione di Kimberley (Australia) raffiguranti bastoni di lancio usati per la caccia.

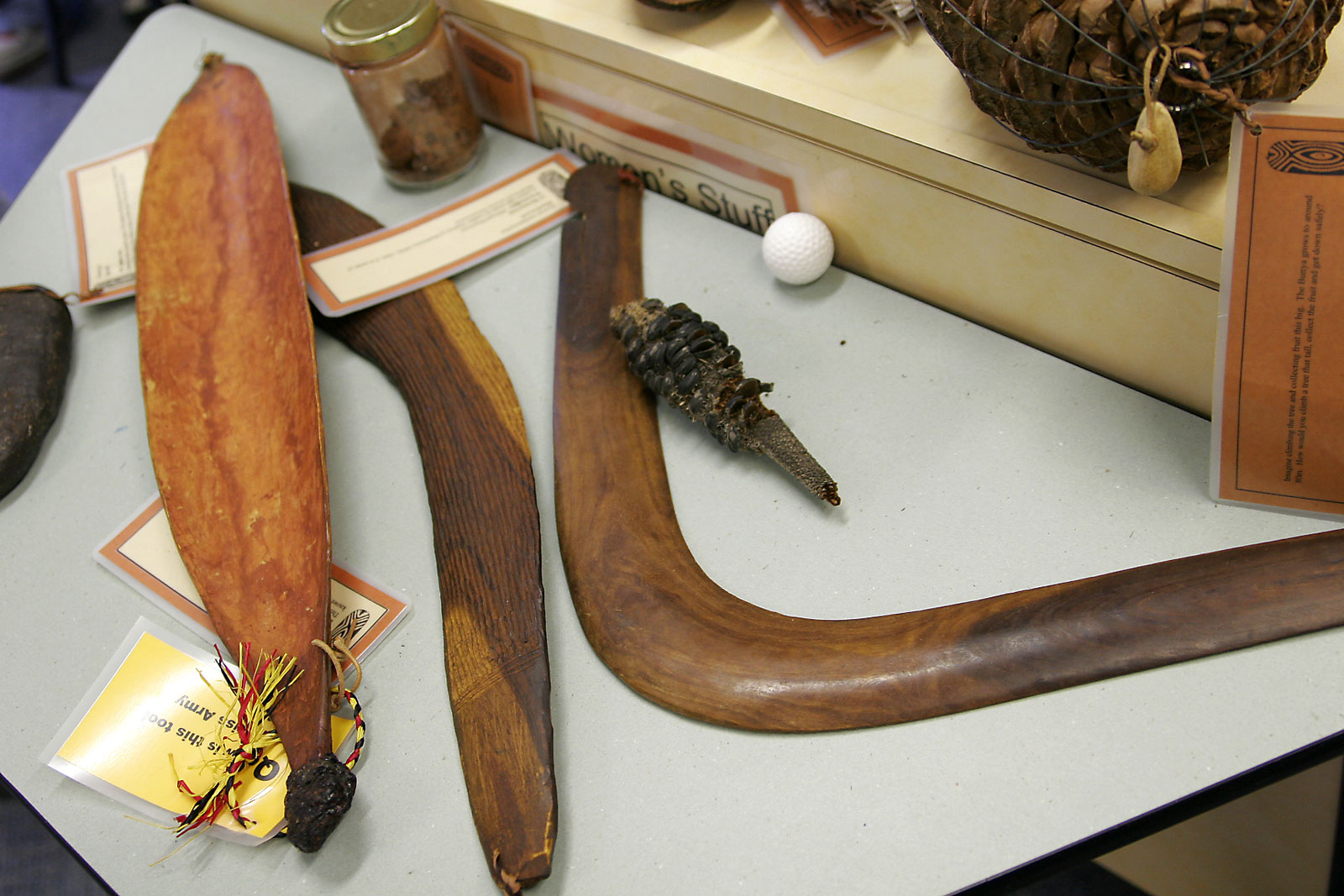
Artigianato aborigeno moderno: bastoni da lancio.

I bastoni da lancio di maggior longevità provengono dall'Australia, ove si perpetuarono la tecnica e gli ambienti favorevoli alla caccia e dove l'assenza di altre tecnologie, fondamentalmente la mancata diffusione della metallurgia sino all'avvio della colonizzazione britannica, ha permesso ai bastoni da lancio d'evolversi in diverse forme. I bastoni da lancio usati dagli aborigeni sono di varie tipologie. Tra i tipi più noti, ad esempio, quelli del deserto centrale chiamati kylies e i famosi bastoni "a collo d'oca" (o "N. 7") che venivano usati per la caccia (di canguri, wallaby ed emù), il combattimento (anche ravvicinato se oscillati come una mazza) e altre funzioni. Solo il 10% dei bastoni da lancio degli aborigeni australiani è del tipo che si lancia. All'interno del gruppo dei bastoni da lancio, i famosi boomerang costituiscono un gruppo minoritario di proiettili molto specializzati dal volo molto particolare.
Le tracce più antiche del bastone da lancio in Australia provengono da incisioni rupestri e dipinti preistorici. Incisioni dal sito di Paramitee North nell'Australia meridionale risalgono a circa 40 000 anni fa. Le rappresentazioni rupestri più note sono le c.d. "Figure di Bradshaw" della regione di Kimberley e datate al 17.000 a.C. Centinaia di dipinti, tra cui bastoni da lancio associati ad altri tipi di proiettili, hanno punteggiato la Terra di Arnhem per più di 20 000 anni. In particolare, puoi vedere ballerini con questi oggetti nella gamma Gundabooks o anche al Mootwingee Park. Questi siti sono datati a 4.000-5.000 anni fa. Infine, molte incisioni sono state scoperte nell'Australia orientale, nella regione di Sydney e nel Nuovo Galles del Sud. L'unico reperto archeologico ben documentato in letteratura è l'insieme di bastoni da lancio scoperto a Wyrie Swamp (Australia meridionale) datato intorno al 10 000 a.C. che include diversi boomerang.

### Europa

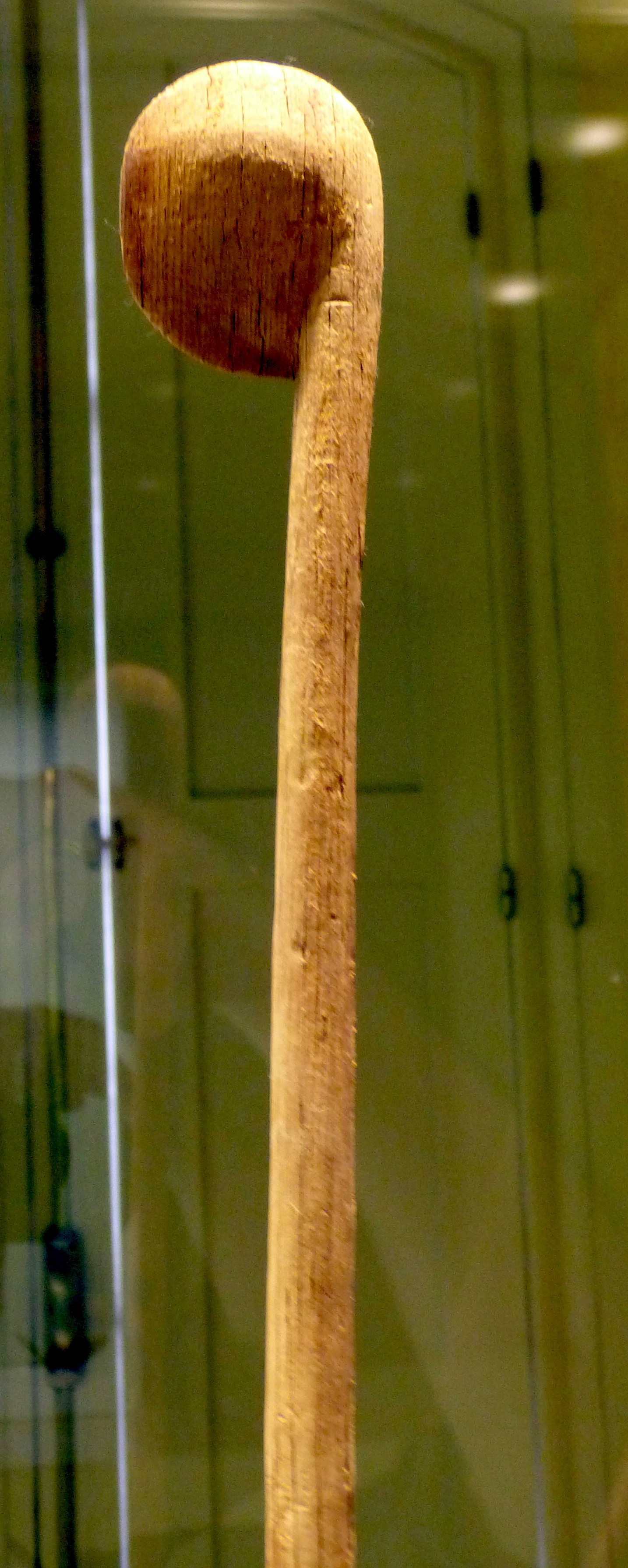
Bastone da lancio dei Guanci (Isole Canarie).

Il bastone da lancio è stata anche una delle prime armi utilizzate dagli europei dell'età della pietra per cacciare.

Nel 2016, gli scavi nel sito di Schöningen hanno portato alla luce un bastone da lancio di 64,5x2,9 cm del peso di 264 g datato a 400.000 fa, cosa che lo rende il più antico bastone da lancio conosciuto al 2021. È attribuito al Homo heidelbergensis. Il più antico bastone da lancio europeo realizzato dagli Homo sapiens è un manufatto in avorio di mammut trovato a Oblazowa (Polonia meridionale) appartenente alla "Cultura gravettiana" e datato al 23.000 a.C. Nella grotta di Chopo (Obón, Teruel) sono state scoperte pitture rupestri di cacciatori con bastoni da lancio risalenti al 7.000-6.000 a.C. Incisioni megalitiche, dalla Bretagna al Portogallo, datate 6.000-4.000 anni a.C., sono state interpretate come le forme dei calci di bastoni da lancio. In Francia, nel sito neolitico del Lago Chalain (Giura) sono stati scoperti una serie di bastoni da lancio datati a circa 5.000 anni fa.
Altri rinvenimenti archeologici di bastoni da lancio sono:
- in Braband (Danimarca), datato 6.000 anni fa.[8]
- in Germania, a Moringen (Germania), datato 3.200 anni fa[9], datato al 300 a.C.[10]
- in Svizzera, a Egolzwil, datato 5.900 anni fa[9], e a Magdeburgo, datato 800 anni a.C.[11]
- nei Paesi Bassi.

Il più "recente" bastone da lancio europeo, datato alla fase finale della Cultura di La Tène (120-80 a.C.), è stata rinvenuto in Francia nel 2010, durante gli scavi sulla spiaggia di Urville-Nacqueville (Cotentin). Il bastone gallico pesa 150 grammi, è fatto di legno di melo o pero e ricoperto da quattro o cinque strisce di ferro regolarmente distanziate. La sua portata è d'una cinquantina di metri. Il bastone di Urville non ritorna nella mano del lanciatore ma inizia un leggero giro che gli consente di cadere piatto con meno rischi di rottura e un più ampio raggio di spazio. Una leggera torsione delle pale, permettente un migliore scorrimento e una traiettoria più stabile, fu probabilmente ottenuta dai Galli ammorbidendo il legno con il vapore o per ammollo. Questo bastone era sicuramente utilizzato per cacciare uccelli acquatici della costa o delle paludi (sula settentrionale, cirripede, murre comune, scaup, gabbiano) stando ai resti rinvenuti negli scavi. La letteratura antica conferma l'ipotesi: Strabone riporta infatti che i Galli hanno ancora un'arma da lancio, una sorta di palo di legno, simile a quello dei Veliti, che lanciano senza amentum né cintura, e solo con la mano, più lontano di una freccia, il che significa che lo usano preferibilmente, anche per la caccia agli uccelli.
Altro esempio di bastone da lancio sopravvissuto sino all'Età del ferro ed anzi sino a tempi recenti furono le clave da lancio in uso presso i Menceys, i re degli antichi Guanci delle Isole Canarie.
Alcuni esempi di bastoni da lancio europei usati in Epoca "Storica" sono noti grazie alla letteratura antica, come il greco lagobolon e il pedum quest'ultimo è probabilmente all'origine della forma del latino lituus che ha solo una funzione simbolica. Alcune tipologie di proiettili/dardi da caccia europei utilizzati fino a tempi molto recenti derivano probabilmente dal bastone da lancio, come i dischi piumati a forma di rapace usati dai Baschi per spingere i colombi verso le reti tese a catturarli.

### Africa

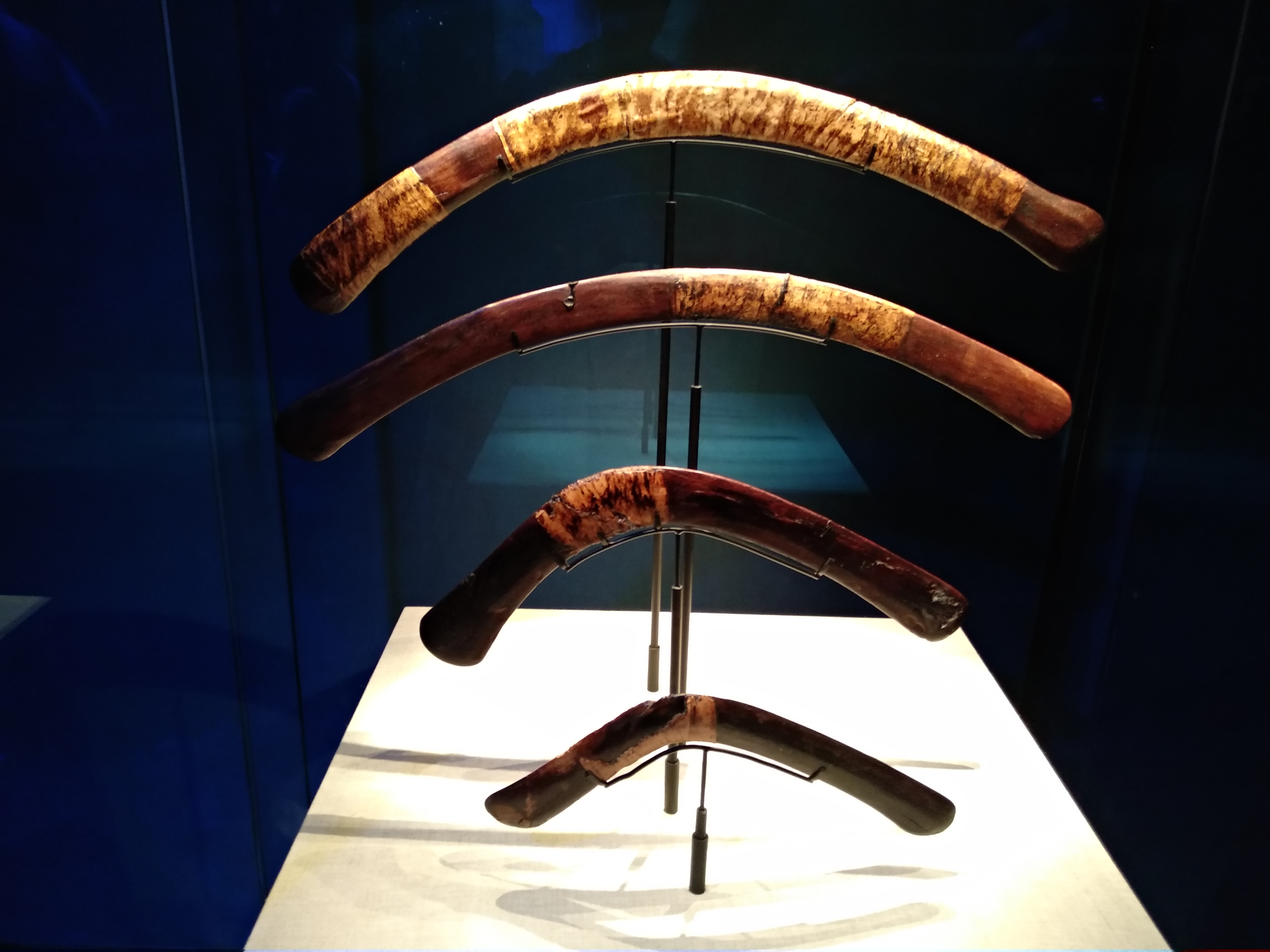
Quattro bastoni da lancio simili a boomerang australiani rinvenuti nella tomba del faraone Tutankhamon.

Nell'Antico Egitto, il bastone da lancio era utilizzato per la caccia agli uccelli acquatici, come si vede in diversi dipinti murali anche del Periodo Predinastico. Il celebre faraone della XVIII dinastia Tutankhamon era un noto amante della caccia alle anatre, da lui praticata con il bastone da lancio. Un certo numero di bastoni da lancio, molto simili ai boomerang australiani sono stati trovati nella tomba di Tutankhamon e di altri faraoni. Test funzionali hanno dimostrato che i boomerang egizi, come quelli australiani, potevano tornare al lanciatore. "Gimel", la terza lettera di molti alfabeti semitici, potrebbe aver preso il nome da un'arma che era una fionda o un bastone da lancio, derivante in ultima analisi da un glifo proto-sinaitico basato appunto su un geroglifico egizio.
Nella regione del Sahara, molte incisioni e pitture rupestri databili 6.000-3.000 a.C. rappresentano bastoni da lancio. I bastoni da lancio sono stati usati fino a poco tempo fa in Ciad, Mali, Burkina Faso, Egitto, Sudan, Marocco, Repubblica Centrafricana e Kenya. Queste armi di legno furono probabilmente le antenate dei famosi "Ferri da lancio" massicciamente diffusi nel Centrafrica.

### America
In Nordamerica, i più antichi bastoni da lancio, datati a circa 9.000 anni fa, sono stati scoperti a Little Salt Spring  (Florida). Bastoni da lancio destinati alla caccia al coniglio sono stati rinvenuti nei siti degli Anazasi. Questi bastoni da lancio sono nati da bastoni da lancio mesoamericani trasmessi da nord a sud-ovest del continente nordamericano. Gli Anazisi, il cui periodo culturale si estende dal 200 al 1300, precedono le culture pueblo dell'Arizona e del Nuovo Messico tra le quali gli Zuñi e gli Hopi, cioè i più noti per l'uso di bastoni da lancio che se ne servono occasionalmente anche per la caccia ai cervi. Alcune rappresentazioni di bastoni da lancio Maya sono note sui rilievi del Castillo a Chichén Itzá.

### Asia
Due tipi di bastoni da lancio sono ben noti per l'India:
- il valari o valai thadi, questo strumento veniva utilizzato nel sud dell'India nella regione del Tamil e presenta una caratteristica forma a mezzaluna tronca, munita di anse. Il valari fu utilizzato per la caccia alla piccola selvaggina, uccelli e cervi e, per la guerra, fino alla fine del XVIII secolo. Un esempio di bastone da lancio di tipo Valari è stato scoperto a Thondi, un antico porto di Pattinam dell'antica Pandya, e datato a circa 500 anni fa.
- la katureea, di forma tronca simmetrica, era utilizzata in Gujarat, nel nord-ovest dell'India, tra i Koles, principalmente per la caccia.

Nella penisola di Makassar nelle Celebes (Sulawesi), nel 1902 fu osservato l'uso di lanciare bastoni per uccidere e spaventare gli uccelli. Nella regione centrale dell'isola è stato anche descritto l'uso di "oggetti di bambù quadrupli di tipo boomerang chiamati motela", capaci di tornare nelle mani del lanciatore e destinati solo al gioco. Questi due tipi di oggetti sono stati testati per dimostrarne il funzionamento e il metodo di fabbricazione.

## Strumento di sopravvivenza
Come strumento di sopravvivenza, il bastone da lancio è uno dei più efficaci e facili da ottenere. Può essere utilizzato come strumento di scavo per realizzare pozzi del fuoco e rifugi sotterranei oltre alla sua funzione di arma. Un ramo curvo sarà sufficiente come base da lancio. Gli antichi bastoni da lancio erano fatti di legno duro con un'estremità appesantita o curva su un lato per impartire slancio in modo che il bastone rimanesse dritto e non oscillasse a metà volo.

## Varianti
Alcune varianti del bastone da lancio sono pezzi lunghi da due a tre piedi di legno spesso, di solito intorno alla circonferenza del polso dell'utente. Quando vengono lanciati, ruotano, creando l'immagine di un disco sfocato.
I bastoni da lancio a punta di pomo sono noti per le loro punte leggermente smussate che possono schiacciare i teschi se lanciati a velocità sufficiente. Pertanto, è anche soprannominato il bastone da lancio del frantumatore di teschi.
I boomerang di ritorno hanno una superficie piatta convessa che deve essere lanciata in posizione verticale con un brusco movimento del polso, ma i bastoncini da lancio vengono lanciati orizzontalmente.